# 11033 Mazanek
11033 Mazanek è un asteroide della fascia principale. Scoperto nel 1988, presenta un'orbita caratterizzata da un semiasse maggiore pari a 2,5215865 UA e da un'eccentricità di 0,1484725, inclinata di 12,93445° rispetto all'eclittica.